# Beatriz Mendoza Sagarzazu
Beatriz Mendoza Sagarzazu (Valencia, Carabobo, 5 de abril de 1926-Caracas, 18 de junio de 2016) Fue una poeta y educadora venezolana miembro correspondiente de la Academia Venezolana de la Lengua por el estado Carabobo. Su discurso de recepción se titula: Apuntes sobre poesía infantil venezolana del siglo XX. Es una de las autoras representativas de la poesía infantil venezolana. 

## Biografía
Se graduó de maestra normalista en el Colegio Lourdes en su ciudad natal. En Caracas hizo cursos sobre higiene mental. Posteriormente, se desempeñó como profesora de artes plásticas y literatura. Cotrajo matrimonio con el poeta Luis Pastori con quien engendró una hija en 1950, Neugim Beatriz quien también se dedicó a la docencia y a la psicología, y contrajo matrimonio con Teodoro Petkoff.
Colaboró en periódicos y revistas literarias como Ancla, Clima, El Carabobeño, Revista Nacional de Cultura, Tricolor, Más páginas para imaginar de la Fundación del Niño y Papel Literario de El Nacional.

## Obra

#### Poesía
- Cielo elemental (1948)
- Viaje en un barco de papel (1956)
- Al sexto día (1957)
- Tarea de vacaciones (1977)
- Concierto sin música (1964)
- Esta sombra creciente (1992)
- Pequeña elegía de febrero (1994)
- Casi abecedario (1996)

#### Prosa
- La muerte niña (1978)

#### Compilación
- La infancia en la poesía venezolana (1983)[4]

## Premios
- Premio José Rafael Pocaterra en poesía, Valencia, Edo. Carabobo (1964)
- Premio Municipal de Poesía (1966).